# 六度
- 關於與全球暖化相關的書，請見「改變世界的6℃」。
- 關於六度音，請見「六度音程」。

六度即六波羅密，為佛教术语，指六種修行時所應具有的品德特質，被認為行之可渡生死苦惱大海，到達涅槃安樂彼岸。

## 概论
「波羅密」意譯作「事究竟」、「到彼岸」、「度無極」，簡稱「度」。或音譯作「波羅密多」、「播囉弭跢」、「播囉弭諦」。按龍樹《寶行王正論》，有六種波羅密統攝大乘義：佈施、持戒為利他，忍辱、精進為自利，禪定、智慧為解脫。此六波羅密為戒、定、慧三無漏學所含攝，又統攝菩薩所修的一切行門，俱称爲六度萬行。
釋迦牟尼佛為菩薩時，由「能施一切乃至眼髓，所行惠捨但由悲心」而圓滿布施度，由「布施身體，心無少忿」而圓滿持戒、忍辱度，由「勇猛精進菩薩行，遇底沙佛，專誠瞻仰以頌讚彼」而圓滿精進度，由「坐菩提樹下，將登無上正等正覺前，住金剛喻定」而圓滿定、慧度。

### 布施
布施（檀波罗密、檀那波罗密）：指把自身所擁有或所知道的施予他人。除了財物的布施（財布施）外，還包括佛法的傳揚（法布施）和消除恐懼（無畏布施）。能長養慈悲心、對治“貪”。

### 持戒
持戒（尸波羅密、尸羅波羅密）：大乘教義中除四眾之根本律儀（攝律儀戒），尚有菩薩戒。菩薩三聚淨戒之其他二者，為攝善法戒與饒益有情戒，攝律儀戒是遵守佛法不作諸惡；攝善法戒是奉行一切之善；饒益有情戒是廣修一切善法以利益眾生。

### 忍辱
忍辱（羼提波罗密）《金刚经》「须菩提！忍辱波罗密，如来说非忍辱波罗密，是名忍辱波罗密。」：包括「生忍」和「法忍」及「無生法忍」，其为菩萨能在「位高時不傲慢放縱」、「被侮辱時不屈/居於怨恨」以及「外界現象變化時不會痛苦煩擾」等不生瞋業。但忍辱只能對治「自身的瞋恚（即自身造成的瞋礙)」，而不能對治「他人的瞋恚（即他人造成的瞋礙)」，且單單只會「忍辱」並沒真的完成「修成正果」或「解決問題」，而真正要完成修成正果或解決問題則是需要輔助六度中除「忍辱」的另外五度。故佛陀說的「忍辱」，並不是真的叫人「只會忍辱」。

### 精進
精進（毗梨耶波罗密）：包括以心靈思想与以身體力行去精进，「思考何為善法、何者可成善法」（禪定），並「實踐並修正」（持戒）、「護持」（忍辱）、「分享」（布施）善法，以增進「智慧」（般若）。精進修持其餘五度，以勤断惡源。精進对治怠惰、懈怠。

### 禪定
禪定（禅波罗密、禅那波罗密）：入三摩地，心無雜念，身心輕安，能對治心散亂。

### 般若
般若（智慧、般若波罗密）破除無明，遠離煩惱、邪見而得自在。有「緣世俗諦慧、緣勝義諦慧、緣饒益有情慧」三種，能對治“痴”

## 其他
- 說一切有部毘婆沙師立四種波羅密[11]： 布施、 持戒（攝忍辱）、 精進、 般若（攝禪定、多聞）。

- 南傳上座部，立十種波羅密[12][13]：布施、持戒、出離、忍辱、諦（真實）、受持（決意）、慈、捨、精進、般若（智慧）。

- 說出世部所誦《大事（英语：Mahāvastu）》，《根本說一切有部毘奈耶藥事》，《俱舍論》，大乘佛教經論，立六種波羅密[14]：布施、持戒、忍辱、精進、禪定、般若。大乘佛教（瑜伽行唯識學派等）的十波羅密，為六波羅密又加：方便、願、力、智[15]。